# Массовые беспорядки в Яндыках (2005)
Массовые беспорядки в селе Яндыки Астраханской области произошли 18 августа 2005 года. В ходе беспорядков, в которых участвовало около 300 человек, было подожжено 6 домов и избито несколько проживающих там чеченцев. Поводом для беспорядков стало убийство 24-летнего этнического калмыка и избиение чеченцами других жителей.

## Предыстория конфликта
В селе Яндыки Лиманского района проживает около 3,5 тыс. человек, преимущественно русских. Кроме того, в селе живут татары, калмыки, казахи и чеченцы. Чеченцы начали приезжать в село в советские времена, работая скотоводами на чабанских точках и специалистами на железнодорожных станциях и разъездах Приволжской железной дороги. Местные жители отмечали, что в тот период столкновений с чеченцами не было. После распада СССР и начала военного конфликта в Чечне в район стали прибывать чеченцы, которые бежали от войны. Так, в ноябре 2004 года в соседнем селе Зензели приезжий из Чечни застрелил казаха и калмыка, после чего убил двух милиционеров. По словам заместителя прокурора области, в 2004 году в районе также отмечались столкновения между калмыками и чеченцами. В общей сложности в Яндыках проживают около 270 совершеннолетних чеченцев и 250 калмыков
22 февраля 2005 в Яндыках трое местных жителей чеченской национальности осквернили могилы на сельском кладбище, сломав 17 могильных крестов и повалив гранитный памятник на могиле Эдуарда Кокмаджиева, солдата-срочника, погибшего в ходе контртеррористической операции в Чечне. Против них было возбуждено уголовное дело по ч. 2 ст. 213 (хулиганство, совершенное группой лиц по предварительному сговору) и ч. 2 ст. 244 УК РФ (повреждение мест захоронения, совершенное группой лиц по предварительному сговору). На сельском сходе представители калмыцкой общины потребовали выселения из Яндыков их родственников. Властям удалось погасить конфликт обещанием наказать виновных.
31 марта Лиманский районный суд приговорил их к двум годам колонии-поселения. Прокуратура, посчитав приговор слишком мягким, опротестовала его. Однако 10 августа в ходе повторного рассмотрения дела новая судья Л. А. Шарошкина приговорила обвиняемых к условным срокам, освободив их в зале суда (впоследствии полномочия Шарошкиной, как судьи, были приостановлены, однако позднее она была восстановлена в должности решением Верховного суда; карьера Шарошкиной в качестве судьи, тем не менее, продолжения не нашла). Данный приговор вызвал критику со стороны жителей села. Кроме того, по словам губернатора Астраханской области Александра Жилкина, освобождённые «в местном кафе „Ивушка“ хвалились, что дали судье взятку 40 тысяч рублей и поэтому она их освободила. Мол, у них тут все схвачено, они здесь хозяева, и вся область принадлежит им». Информация об этом быстро распространилась среди жителей села.
Калмыки выразили несогласие с решением суда и потребовали выселения всех чеченцев. В ответ ночью 16 августа несколько десятков чеченцев начали врываться в дома калмыков, избивая их. В результате был застрелен в спину убегающий 24-летний Николай Болдарев. Один из чеченцев привёл свою версию, согласно которой «местные калмыки с русскими — пьяницы, тунеядцы, а за четыре дня до событий „по селу ходили казачьи молодчики в масках, человек 100—150. Ловили наших поодиночке и били. Ведь, чтобы побить одного чеченца, надо не менее семидесяти человек!“»

## События 18 августа
Похороны Болдарева состоялись 18 августа. Для поддержания порядка в село было направлено около 150 сотрудников милиции. Однако в тот же день стала поступать информация, что из соседних населённых пунктов области и из Калмыкии в Яндыки направляются большие группы агрессивно настроенных граждан (около двух тысяч человек).
На границе с Калмыкией большая их часть была остановлена калмыцкой милицией. Однако через степи в село удалось проехать около пятидесяти машинам из калмыцкого города Лагань. Прибывшие объединились с группой местных жителей — калмыками, а также русскими, татарами и казахами. Около восьми часов вечера до 300 человек прошли по улицам села, поджигая дома чеченцев. Пострадал милиционер, пытавшийся остановить собравшихся. Некоторые чеченцы пытались укрыться в здании местной администрации, часть прибывших граждан забрасывала камнями собравшихся там чеченцев и милиционеров.
После того, как нападавшие увидели, что огонь перебрасывается на другие дома, они начали тушить соседние дома. К 11 часам ночи граждане, прибывшие из Калмыкии, на автобусах были отправлены обратно. В результате беспорядков сгорело 6 домов, два соседних с ними дома пострадали, повреждено несколько автомобилей. Было госпитализировано 5 человек, включая милиционера. По словам одной чеченской женщины, её били по ногам обрезками труб.
В село были введены силы МВД и армии численностью около 1200 человек при поддержке бронетехники (спецназ Федеральной службы исполнения наказаний Минюста России, рота морской пехоты Минобороны, рота Внутренних войск, рота полка патрульно-постовой службы МВД, сводные отряды милиции из Волгоградской и Астраханской областей). На место происшествия прибыли заместитель Генерального прокурора Николай Шепель, а также представители администрации Чеченской республики. Генпрокурор Владимир Устинов взял дело под личный контроль. МВД Калмыкии провело укрепление границы с Астраханской областью.

## Реакция
19 августа в Яндыках состоялся сход с участием 500 жителей (по другим данным, 1000 жителей) села. На встречу с жителями прибыли руководители администрации губернатора, правительства и Государственной Думы Астраханской области, представители милиции, областной прокуратуры и ФСБ. На сходе вновь было выдвинуто требование выселить чеченцев. Однако представители власти заявили, что будут действовать строго в рамках закона. На сходе была создана инициативная группа из десяти жителей, с которыми встретился губернатор. Председатель местного колхоза Кюри Хусинов сказал, что чеченцы не собираются никуда уезжать.
Власти расценили конфликт как возникший на бытовой почве, заявив, что он не носит межнационального характера.

В сентябре 2005 года губернатор Жилкин заявил, что намерен защищать интересы коренного населения:
Слабость и нерешительность проявляют некоторые главы местного самоуправления. Я имею в виду контроль над процессами регистрации населения, отвода земли, выплаты налогов. Нередко, как выяснилось, скрываются факты притеснения приезжими местного населения… Приезжающие к нам люди должны соблюдать законы Астраханской области. В противном случае мы будем выдворять их за её пределы… с 1979 года количество русских в регионе снизилось на 5,8 %. В то же время значительно укрупняются кавказские и закавказские диаспоры. Их представители имеют сильное и даже монопольное влияние во многих отраслях экономики территории, в том числе в рыбном хозяйстве, предпринимательстве и торговле.

## Суд
20 февраля 2006 года был осуждён калмык Анатолий Багиев, который был приговорён к 7 годам лишения свободы в исправительной колонии общего режима. Багиев был признан виновным в участии в массовых беспорядках (ч. 2 ст. 212 УК РФ) и призывах к активному неподчинению требованиям представителей власти и массовым беспорядкам (ч. 3 ст. 212 УК РФ).
28 февраля 2006 года Лиманский районный суд Астраханской области приговорил 12 чеченцев к лишению свободы сроками от 2,5 до 5 лет в исправительной колонии общего режима. Обвиняемые были признаны виновными по ч. 2 ст. 213 УК России (хулиганство, совершенное группой лиц по предварительному сговору, с применением оружия и предметов, используемых в качестве оружия).
В Астрахань, где проходили судебные процессы, были введены БТРы и отряды ОМОНа.